# Unpredictable (album Jamie Foxx)
Unpredictable è il secondo album discografico in studio del cantante e attore statunitense Jamie Foxx, pubblicato nel 2005.

## Tracce
1. Unpredictable (feat. Ludacris) – 3:39
2. Warm Bed – 3:53
3. DJ Play a Love Song (feat. Twista) – 4:18
4. With You (feat. Game & Snoop Dogg) – 4:20
5. Can I Take U Home – 4:15
6. Love Changes (feat. Mary J. Blige) – 4:30
7. Extravaganza (feat. Kanye West) – 4:15
8. Three Letter Word – 4:42
9. Get This Money – 4:31
10. VIP – 3:54
11. Do What It Do – 4:03
12. Storm (Forecast) – 4:27
13. U Still Got It (Interlude) (feat. Common) – 2:47
14. Heaven – 3:54
15. Wish U Were Here – 4:13
16. This Love (Bonus track) – 3:27

## Classifiche
| Anno | Classifica                          | Posizione raggiunta |
| ---- | ----------------------------------- | ------------------- |
| 2005 | US Billboard Top R&B/Hip-Hop Albums | 1                   |
| 2006 | US Billboard 200                    | 1                   |